# Derviši (Banja Luka, BiH)
Derviši su naseljeno mjesto u sastavu Grada Banje Luke, Republika Srpska, BiH.
Zemljopisni položaj
Smješteni su na lijevoj obali Vrbasa, u sjevernom dijelu gradskog područja Banja Luka. Derviši su smješteni uz samu prometnicu Banja Luka - Bosanska Gradiška.
Povijest
Derviši u novije vrijeme čine dio grada Banje Luke u ravnici pored rijeke Vrbas, do samog mjesta Zalužani. U prošlosti su bili jedno u nizu sela pri gradu, s lijeve strane rijeke Vrbas, između mjesta Budžak i Zalužani.
Ime naselja je nastalo u prvo doba turskog gospodstva, kad su na sve strane po Bosni i Hercegovini - putem islamizacije nicala nova muslimanska naselja. U svom nastajanju to je bilo muslimansko naselje koje je napušteno nakon prodora austrijske vojske 1688., najkasnije 1737. godine. Uz ratna razaranja, dodatno je kuga 1732. godine pridonijela pustošenju ovog mjesta. Kako plodna zemlja ne bi ostala neiskorištena, turski gospodari su poticali kršćanske obitelji da tu ostanu i naseljavaju se s okolnih brežuljaka.
U takvim okolnostima imamo spomen na Derviše 1737. godine, kada se spominju kao malo katoličko selo.
Stanovništvo
| Derviši | Broj stanovnika |
| ------- | --------------- |
| 1737.   | 28              |
| 1856.   | 44              |
| 1858.   | 46              |
| 1864.   | 45              |
| 1877.   | 51              |
| 1885.   | 45              |
| 1892.   | 56              |
| 1935.   | 160             |
| 1960.   | 296             |

Izvor
- Knjiga: "Diljem zavičaja", autora fra Jurica Šalić